# U–545
Az U–545 tengeralattjárót a német haditengerészet rendelte a hamburgi Deutsche Werft AG-től 1941. június 5-én. A hajót 1943. május 19-én vették hadrendbe. A tengeralattjárónak egy harci küldetése volt, ennek során egy brit hajót megrongált.

## Pályafutása
Az U–545 1943. december 9-én futott ki Kielből egyetlen járőrútjára, kapitánya Gert Mannesmann volt. A tengeralattjáró 1944. január 3-án, Izlandtól keletre megtámadta az ON–217-es konvojt. Mannesmann négy torpedót lőtt ki, és ugyanennyi detonációt hallott, ezért négy találatot jelentett. Valójában csak egyik fegyvere ért célba, amelyet az Empire Housman nevű Tyne-ból New Yorkba tartó, rakomány nélküli teherszállítóra lőtt ki. A sérült hajó kivált a konvojból, és január 3-án az U–744 megtorpedózta.
Az U–545 tovább cirkált az Atlanti-óceán északi részén. 1944. február 10-én, a Hebridáktól nyugatra a Brit Királyi Légierő Vickers Wellington harci gépe négy mélységi bombát dobott rá. A támadásban a tengeralattjáró olyan súlyosan megrongálódott, hogy legénysége meglékelte.

## Kapitány
| Név             | Kezdőnap        | Zárónap           |
| --------------- | --------------- | ----------------- |
| Gert Mannesmann | 1943. május 19. | 1944. február 10. |

## Őrjárat
| Indulás | Indulónap         | Érkezés | Zárónap           |
| ------- | ----------------- | ------- | ----------------- |
| Kiel    | 1943. december 9. | *       | 1944. február 10. |

* A hajó nem jutott el célállomására, elsüllyesztették

## Megrongált hajó
| Dátum           | Hajó neve       | Nemzetisége        | Brt  |
| --------------- | --------------- | ------------------ | ---- |
| 1944. január 3. | Empire Housman* | Egyesült Királyság | 7359 |

* A hajó nem süllyedt el, csak megrongálódott